# Zawkrze

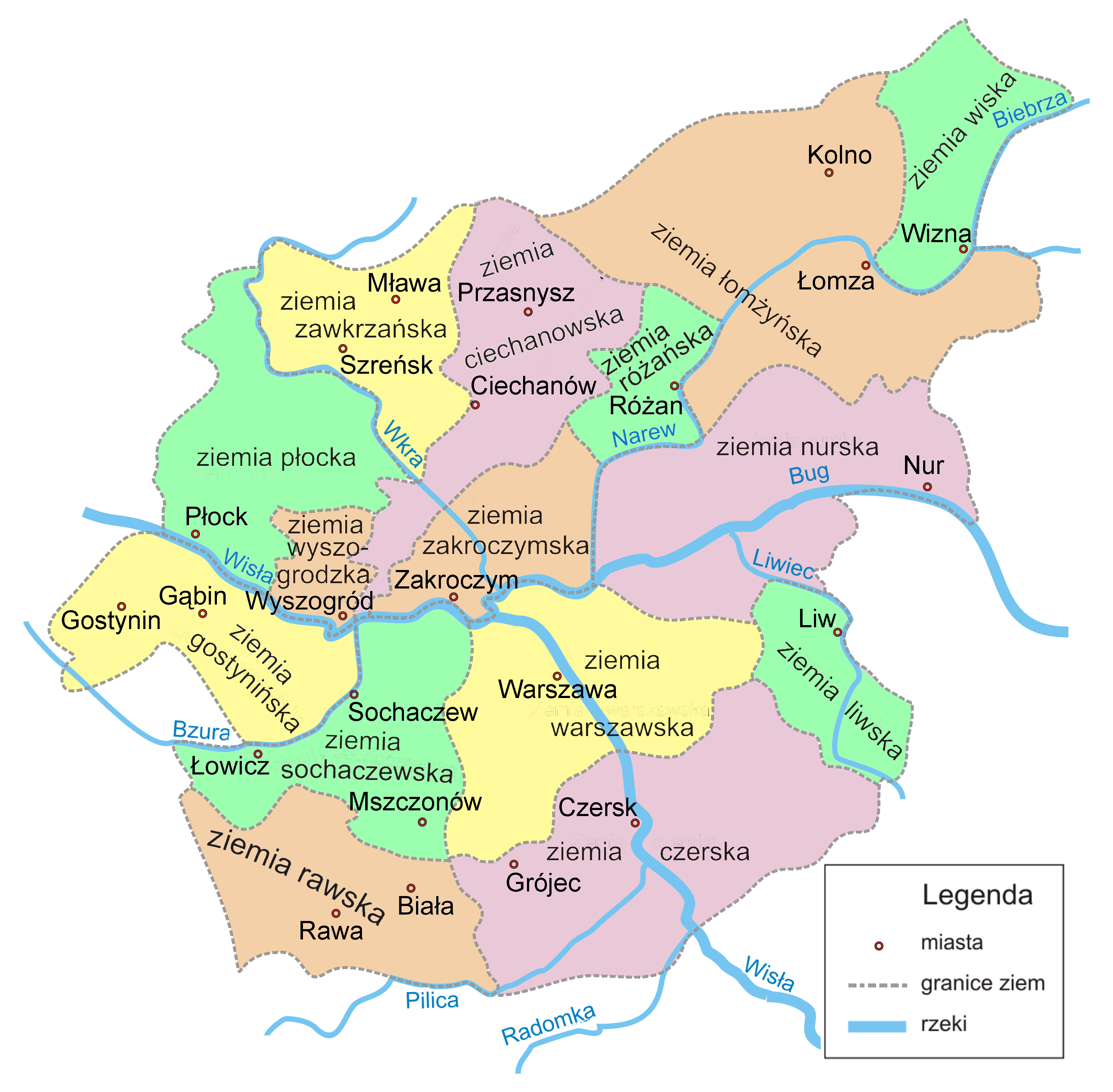
Ziemia zawkrzeńska i inne ziemie Mazowsza (XIII–XVIII w.)

Zawkrze (ziemia zawkrzeńska) – niewielka kraina historyczna Polski na terenie północno-zachodniego Mazowsza w widłach Łydynii i Wkry. Funkcjonowała jako odrębna jednostka administracyjna od 2. połowy XIV wieku do rozbiorów. Jej historyczną stolicą jest Szreńsk.

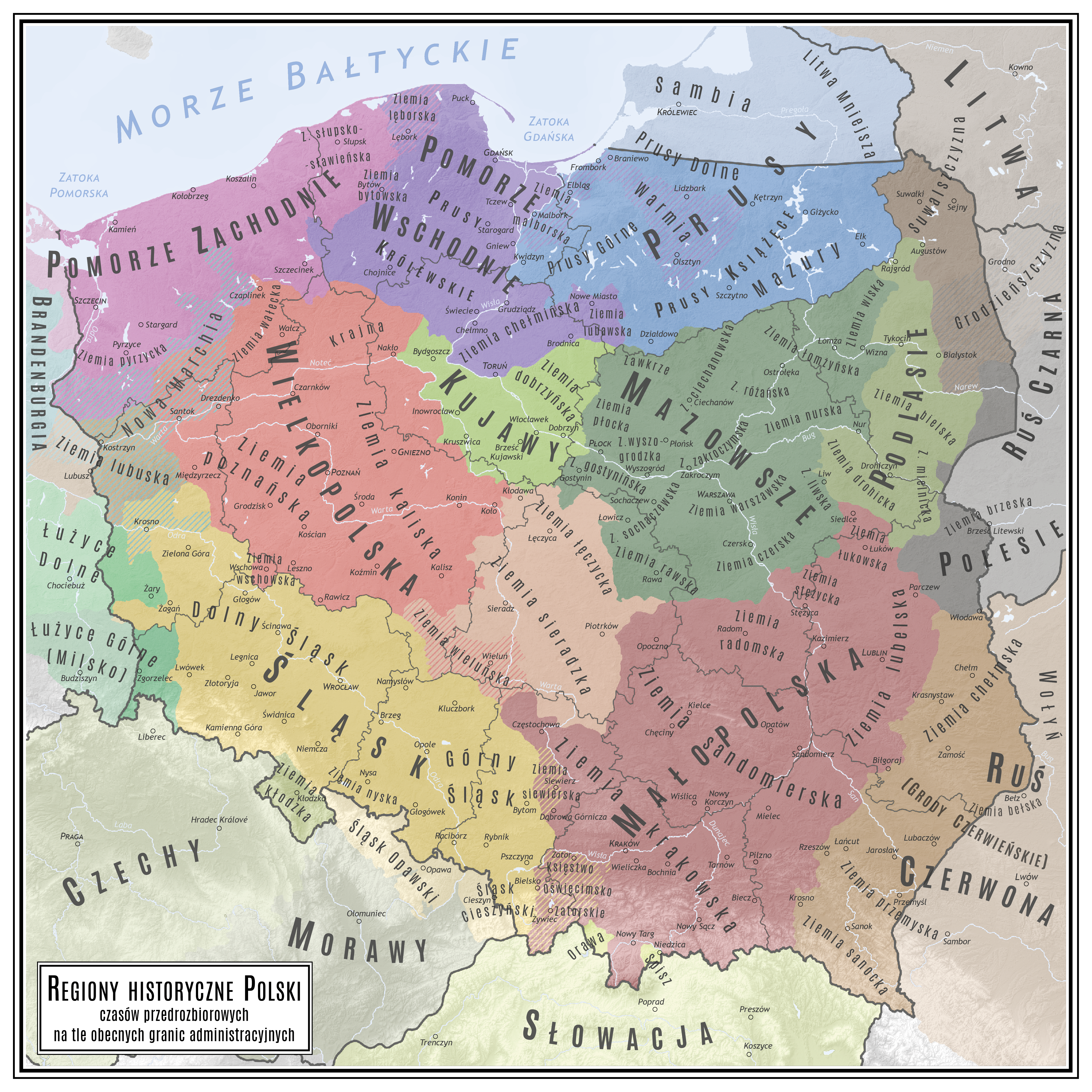
Ziemia zawkrzeńska, Mazowsze i inne krainy historyczne Polski na tle współczesnych granic administracyjnych

## Nazwa
Nazwa regionu pochodzi od położenia „za rzeką Wkrą”, patrząc z perspektywy macierzystego księstwa płockiego. Przez około cztery stulecia rzeka Wkra stanowiła bowiem granicę między ziemią zawkrzeńską a ziemią płocką wchodzącymi w skład mazowieckiego Księstwa Płockiego, a następnie województwa płockiego.

## Geografia
Granicę historycznego Zawkrza wyznaczają w większości rzeki: Wkra (Działdówka i Nida), Łydynia i Orzyc. Odstępstwem są jedynie prawobrzeże Ciechanowa, Poniatowa oraz historyczna granica z Prusami na północy ustalona w 1343 na mocy układu bratiańskiego.
Granice historyczne są współcześnie zachowane jedynie w niewielkim stopniu, a tereny dawnej ziemi zawkrzeńskiej znajdują się na terenie województw mazowieckiego (większość powiatu mławskiego, duża część żuromińskiego i ciechanowskiego, niewielki płońskiego w okolicy Gutarzewa) oraz warmińsko-mazurskiego (południowa część powiatu działdowskiego i nidzickiego). Obszar zajmuje powierzchnię około 1779 km².
Pod względem fizycznogeograficznym Zawkrze znajduje się w całości na terenie Niziny Północnomazowieckiej, w obrębie mezoregionów Wzniesień Mławskich, Równiny Raciąskiej i Wysoczyzny Ciechanowskiej. Jest to teren rolniczy, w większości równinny i pagórkowaty, porozcinany płytkimi dolinami rzek. Większe obszary leśne występują jedynie na północy w okolicy Mławy oraz na południu w okolicy Ciechanowa.
Największym miastem znajdującym się na Zawkrzu jest Mława. Innymi miastami są: Żuromin, Lubowidz i Glinojeck. Dawniej prawa miejskie miały też dzisiejsze wsie gminne: Kuczbork, Niedzbórz, historyczna stolica ziemi – Szreńsk, i kilka innych miejscowości. Łącznie na Zawkrzu znajduje się około 200 wsi, w tym gminne: Wieczfnia Kościelna, Janowiec Kościelny, Stupsk, Szydłowo, Strzegowo, Wiśniewo i Lipowiec Kościelny.
Zawkrze jest dość dobrze skomunikowane z resztę kraju dzięki drodze krajowej 7 oraz magistrali kolejowej łączącej Warszawę z Gdańskiem. W trakcie budowy jest też droga ekspresowa S7 docelowo łącząca oba miasta.

## Historia
Tereny Zawkrza znalazły się w zasięgu państwa piastowskiego w drugiej połowie X stulecia. Był to zalesiony obszar graniczny między terytoriami słowiańskimi a pruskimi. Stopniowo rozwinęła się sieć grodów granicznych jak Szreńsk, Stupsk, czy najważniejszy Grzebsk. Zawkrze stanowiło północną część Mazowsza Płockiego, a jako odrębna jednostka administracyjna zostało wydzielone najprawdopodobniej między 1355 a 1384. W owym czasie był to stosunkowo słabo zaludniony region przygraniczny. Znaczący przyrost ludności obserwuje się dopiero począwszy od połowy XIV wieku.
W latach 1384–1399 i 1407-11 terytorium było zastawione przez księcia Siemowita IV na rzecz zakonu krzyżackiego, co ugruntowało odrębność ziemi zawkrzeńskiej, jaka utrzymała się do II rozbioru Polski. W tym czasie zaczęła się tworzyć sieć miejska regionu: w 1383 roku lokowano Szreńsk, następnie Kuczbork (1384), Mławę (1429), Niedzbórz (1503), Lubowidz (przed 1505), Karniszyn (1519), Poniatowo (przed 1520) i Dłutowo (1532 lub wcześniej). Mimo tego, region miał charakter rolniczy, a oprócz Mławy pozostałe miasteczka miały charakter zaplecza okolicznych wsi i wielu mieszczan samemu zajmowało się uprawą i hodowlą.
Ziemia zawkrzeńska dzieliła się na trzy powiaty: szreński, mławski i niedzborski. Za stolicę uchodził Szreńsk, jednak na najważniejsze miasto wyrosła Mława, położona przy szlaku handlowym łączącym Ruś i Mazowsze z Prusami. Wiek XV i XVI to czas rozwoju i wzrostu zamożności mieszkańców. Przyczynił się do tego handel produktami rolnymi, leśnymi, końmi, wyrobami skórzanymi, szewskimi i lnianymi, czy piwem mławskim. Mława osiągnęła 2500 mieszkańców, stając się jednym z większych miast mazowieckich. Zawkrze było też znane z licznej szlachty zagrodowej, szczególnie na Poborzu.
Upadek gospodarczy Zawkrza nastąpił w XVII wieku w wyniku wojen i epidemii. Pewna poprawa sytuacji nastąpiła dopiero w połowie XVIII wieku, ale gdy w 1793 i 1795 roku region przyłączono do Królestwa Prus poziom rolnictwa wciąż był niższy niż na początku XVII stulecia. Ziemię zawkrzeńską w nowej sytuacji zastąpił powiększony powiat mławski, jaki objął większość regionu, oprócz terenów na zachód od Ciechanowa przyłączonych do powiatu przasnyskiego, a także północną część historycznej ziemi płockiej z Sierpcem, Bieżuniem i Raciążem. Powiat przetrwał do 1975 roku, choć nastąpiło kilka zmian przynależności państwowej oraz korekt granic, w szczególności przywrócenie powiatu sierpeckiego w 1867 jaki objął też zachodnie Zawkrze.
W latach 1793–1807 Zawkrze wchodziło w skład Królestwa Prus, następnie Księstwa Warszawskiego, Królestwa Kongresowego i II Rzeczypospolitej. W czasie powstania listopadowego Zawkrze ominęły większe walki powstańcze, ale w trakcie powstania styczniowego region brał aktywny udział w zrywie przeciwko władzy rosyjskiej. Pewne ożywienie gospodarcze przyniosła Kolej Nadwiślańska, otwarta w 1877 roku. Korzyści odczuła przede wszystkim Mława, jako stacja graniczna. Rozwój jednak zahamowały zniszczenia powstałe w wyniku walk w trakcie I wojny światowej i wojny polsko-bolszewickiej. Ponownie Zawkrze znalazło się na pierwszej linii frontu w pierwszych dniach kampanii wrześniowej.
Po wojnie Zawkrze po raz pierwszy w historii przestało być regionem granicznym. W 1956 roku granice powiatów znacząco zmieniono, zacierając ślady dawnej ziemi zawkrzeńskiej, powołując przy okazji powiat żuromiński. W 1975 roku powiaty zniesiono, a nowy podział administracyjny włączył krainę w całości do województwa ciechanowskiego. Ten stan rzeczy zmienił się w wyniku ostatniej reformy administracyjnej z 1998 roku.

## Kultura
Wpływ na odrębność etnograficzną regionu przez stulecia miało pograniczne położenie Zawkrza. W kulturze ludowej były widoczne wpływy mazurskie oraz kurpiowskie. Współcześnie tradycje lokalne w większości się zatarły.
Wyróżniającym się kulturowo regionem było Poborze, znajdujące się na północnym skraju regionu wokół Janowca Kościelnego i Grzebska, będące okolicą szlachecką wywodzącą się z wolnej ludności mającej chronić północnych granic Mazowsza. Odrębność Poborzan przetrwała do połowy XX wieku i jest dzięki temu lepiej poznana.
Dzieje, tradycje i przyrodę regionu prezentuje Muzeum Ziemi Zawkrzeńskiej w Mławie, a także Muzeum Małego Miasta w Bieżuniu i Muzeum Wsi Mazowieckiej w Sierpcu znajdujące się już poza granicami historycznego regionu. Lokalne tradycje kultywują też zespoły folklorystyczne.

## Atrakcje
Zawkrze, jako kraina graniczna znajdująca się z dala od centrów politycznych i gospodarczych nie posiada zabytków o szczególnej wartości. Mimo tego można zapoznać się z licznymi miejscami o znaczeniu regionalnym.
Kilka zabytków oferuje Mława, takich jak późnobarokowy ratusz, fara, czy barokowy kościół cmentarny. Muzeum Ziemi Zawkrzeńskiej jest jedyną tego typu instytucją w regionie. Dookoła miasta wytyczono krótki, 4 km szlak pieszy oznaczony kolorem zielonym.
Na północ od miasta znajduje się linia umocnień granicznych z okresu przed II wojną światową, miejsce bitwy pod Mławą. W 1964 roku otwarto Mauzoleum Żołnierzy Września upamiętniające tragiczne wydarzenia. Wzdłuż linii umocnionej wytyczono czerwony szlak pieszy długości 40 km.
Militarne znaczenie miały też grodziska, np. w Grzebsku, a w Szreńsku zachowały się ruiny średniowiecznego zamku. W regionie zachowało się też kilka kurhanów z epoki wczesnośredniowiecznej. W Starym Dłutowie znajduje się zabytkowy dwór.
Spośród licznych historycznych świątyń wyróżniają się kościoły w Szreńsku (jedyny średniowieczny budynek kościelny na Zawkrzu), Kuczborku (pierwotnie gotycki, przebudowany w baroku), Poniatowie, Ratowie, Strzegowie, Żurominie. Zachowało się też kilkanaście dworów i założeń parkowych, w większości zaniedbanych. Przykładami są rezydencje w Bogurzynie, Brudnicach (istnieje możliwość zwiedzania), Chamsku, Dąbku.
Zachowały się też, wpisane do rejestru zabytków, pozostałości Mławskiej Kolei Dojazdowej, obecnie nieczynnej.
Do atrakcji turystycznych należą też rekonstrukcje bitew z czasu wojny polsko-bolszewickiej i kampanii wrześniowej.

## Galeria

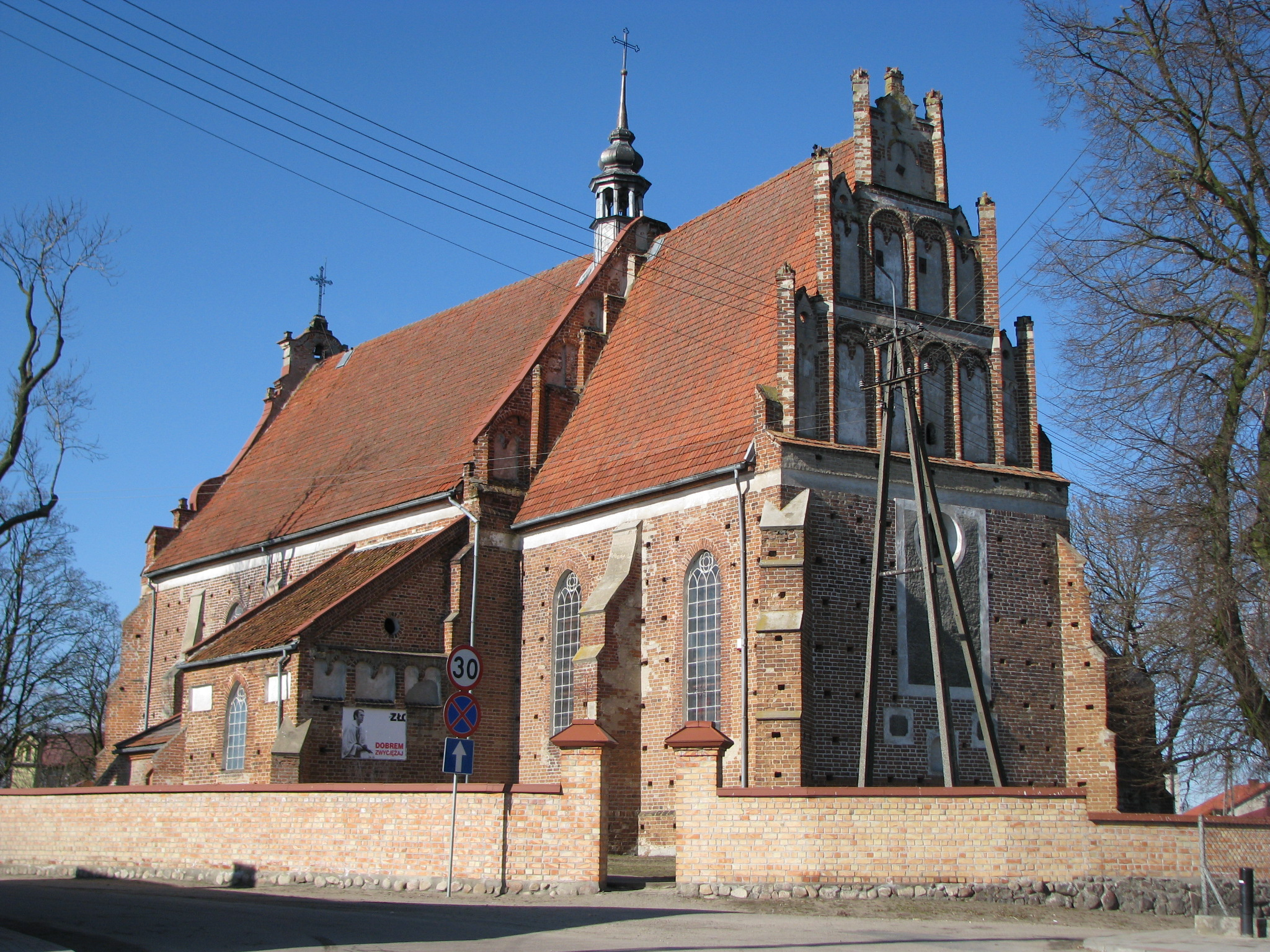
Gotycki kościół w Szreńsku
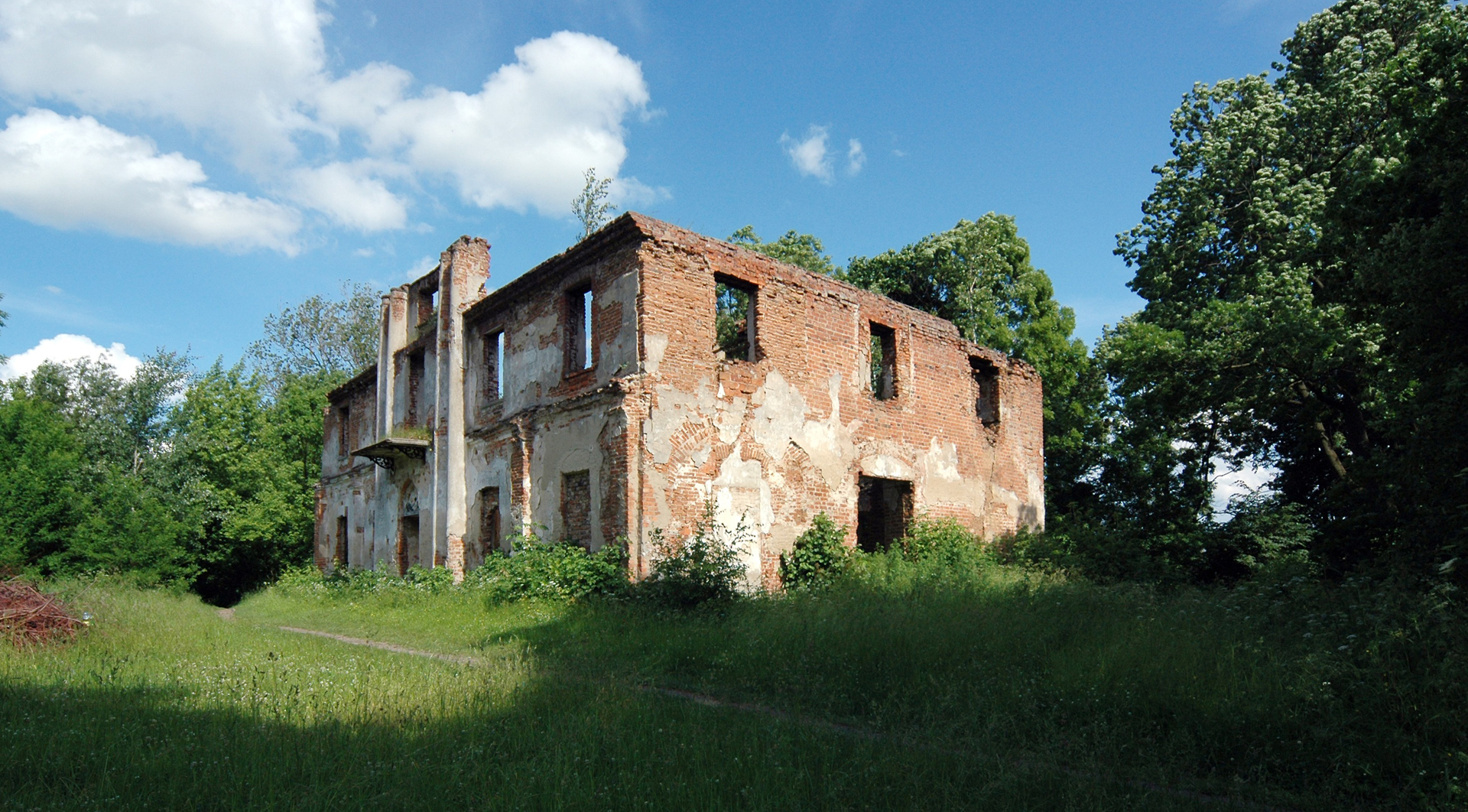
Ruiny zamku w Szreńsku
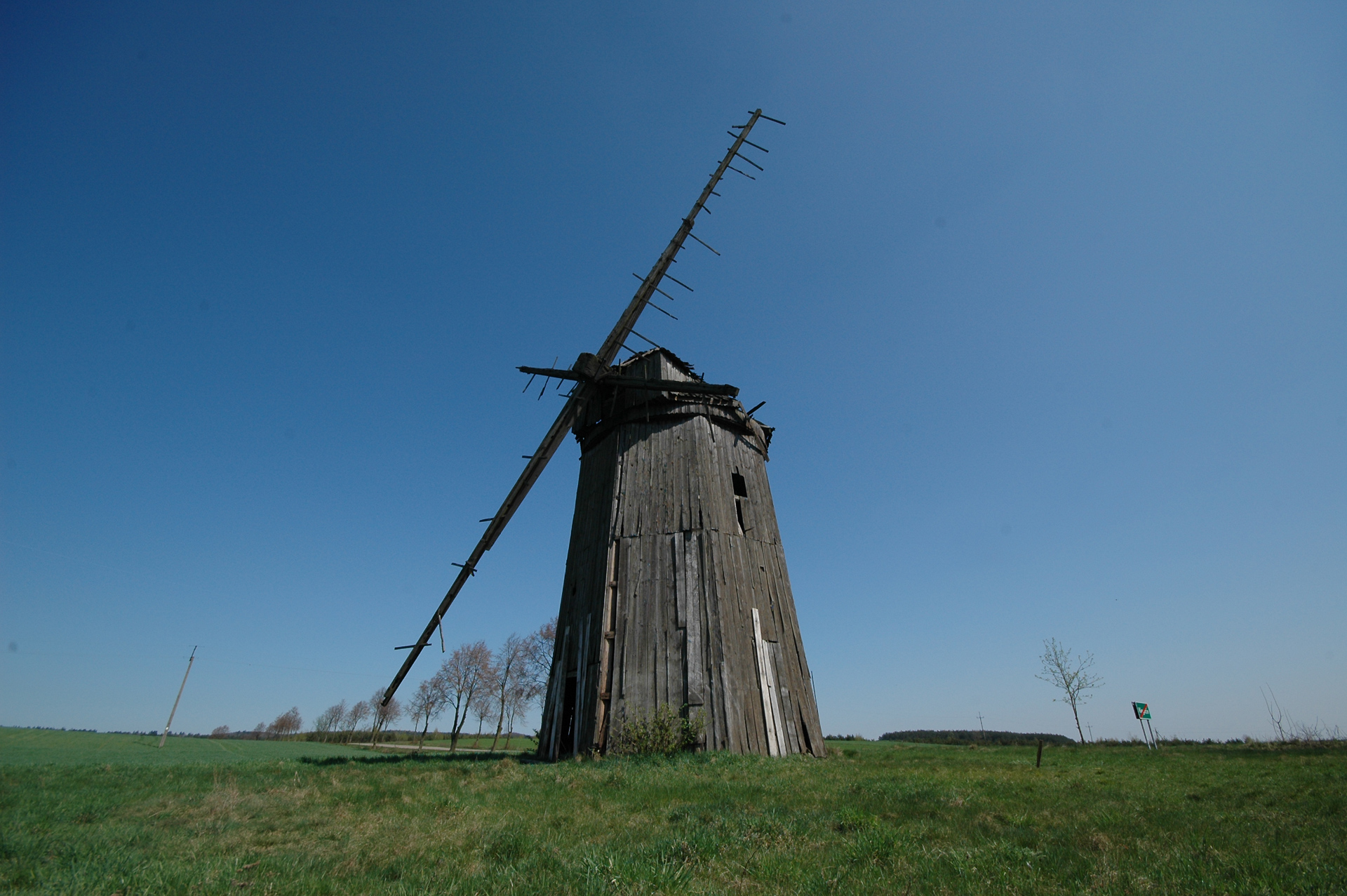
Wiatrak w Niegocinie z XIX w.
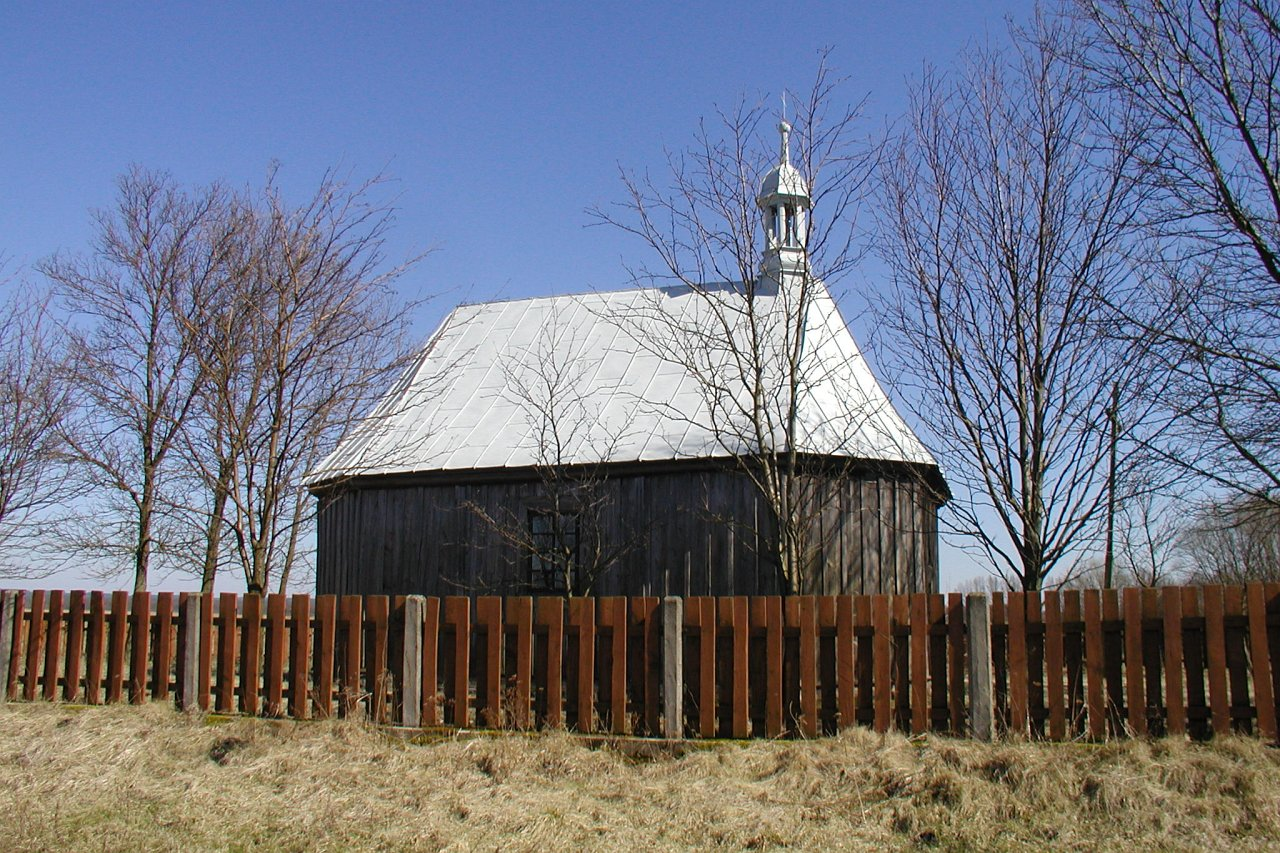
Kaplica św. Leonarda w Grzebsku
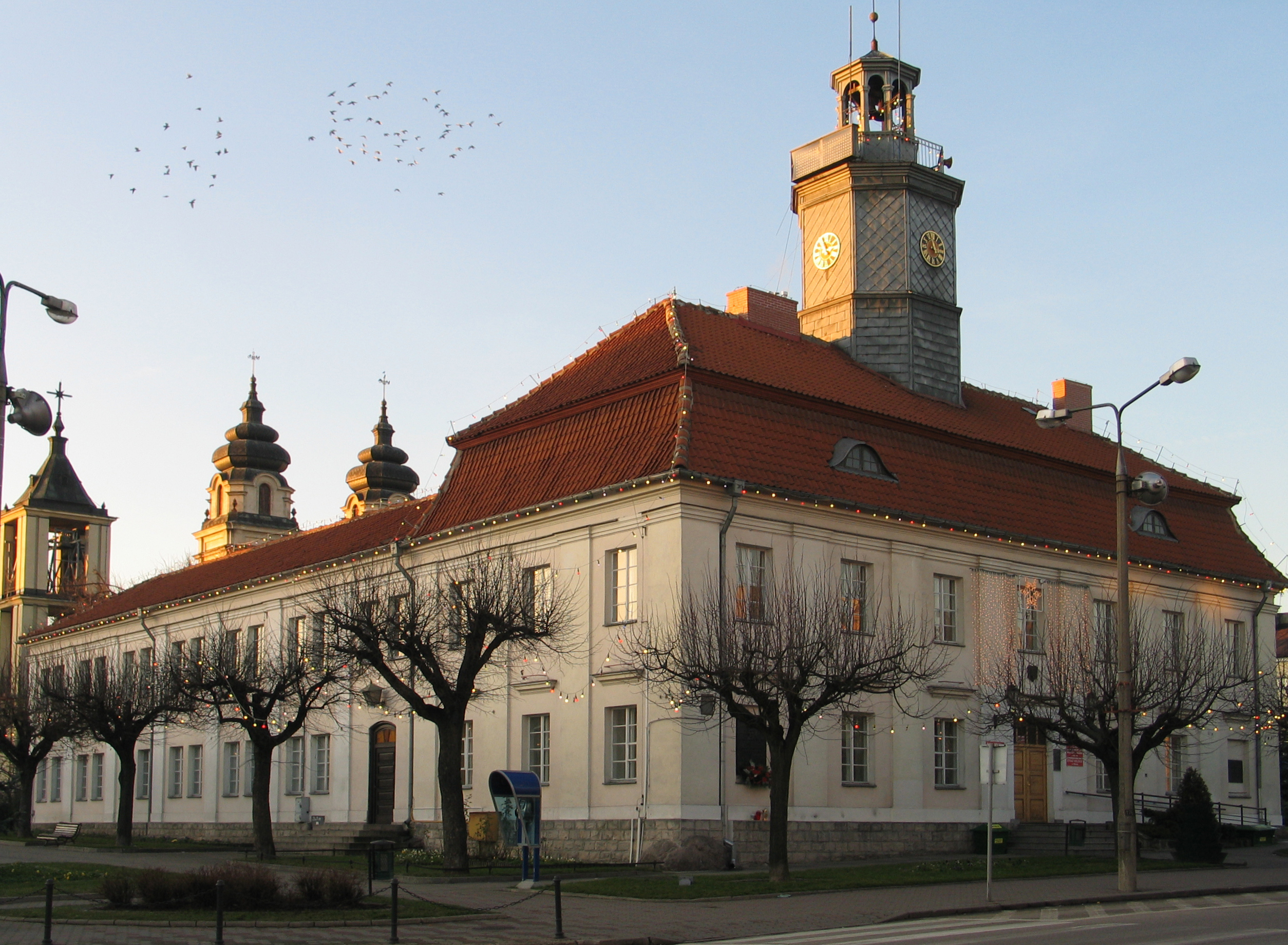
Ratusz w Mławie
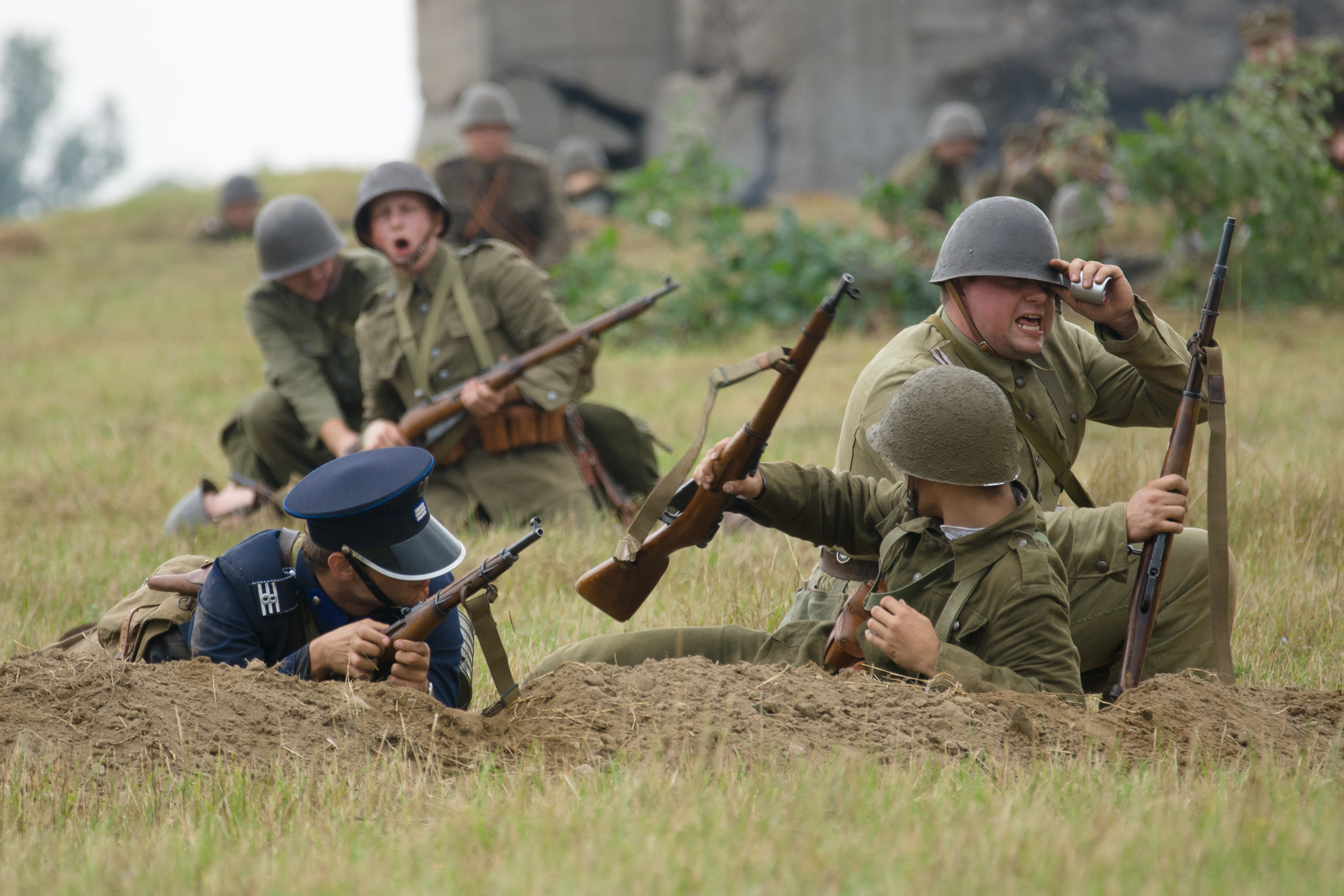
Rekonstrukcja Bitwy pod Mławą
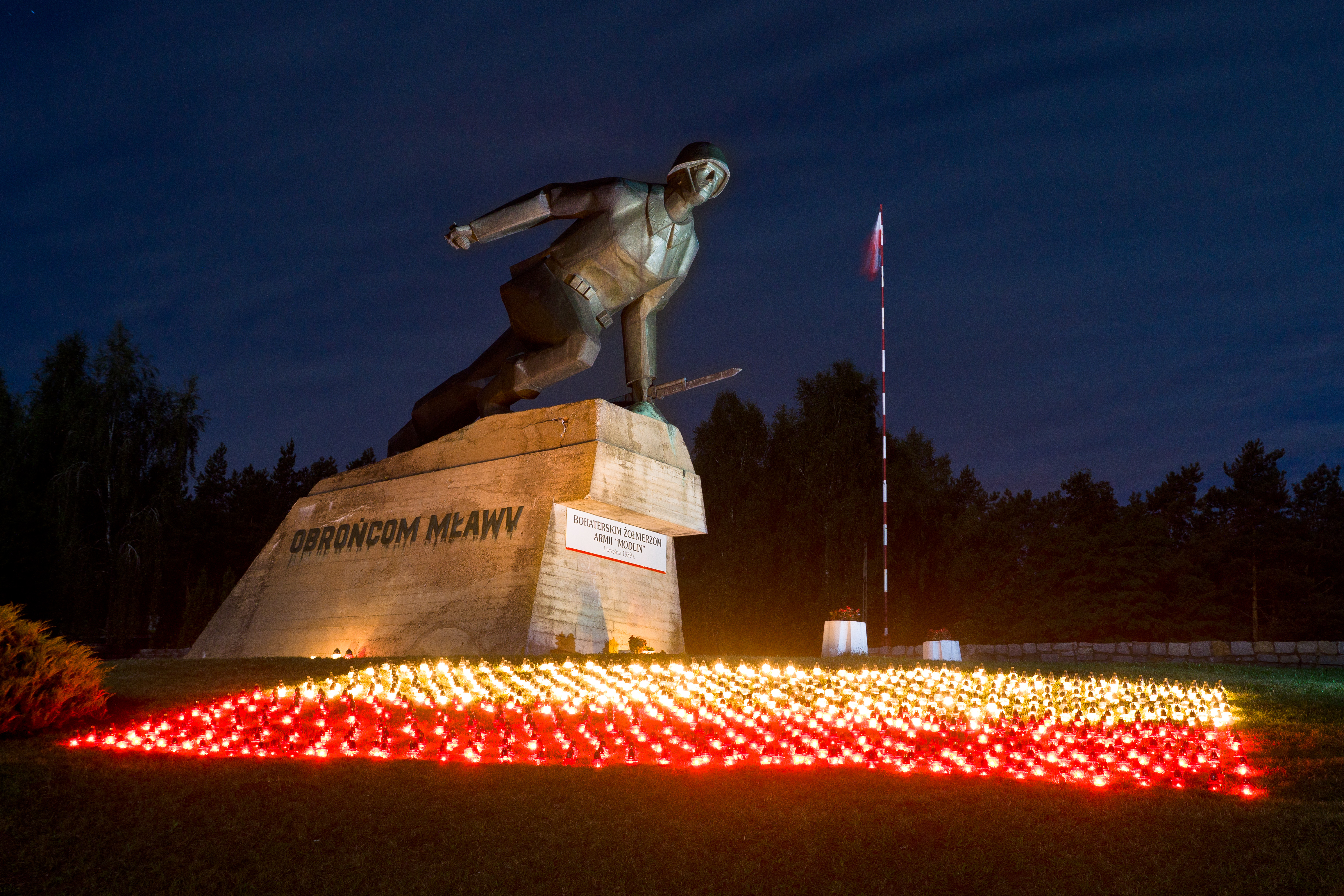
Mauzoleum Żołnierzy Wrześniowych
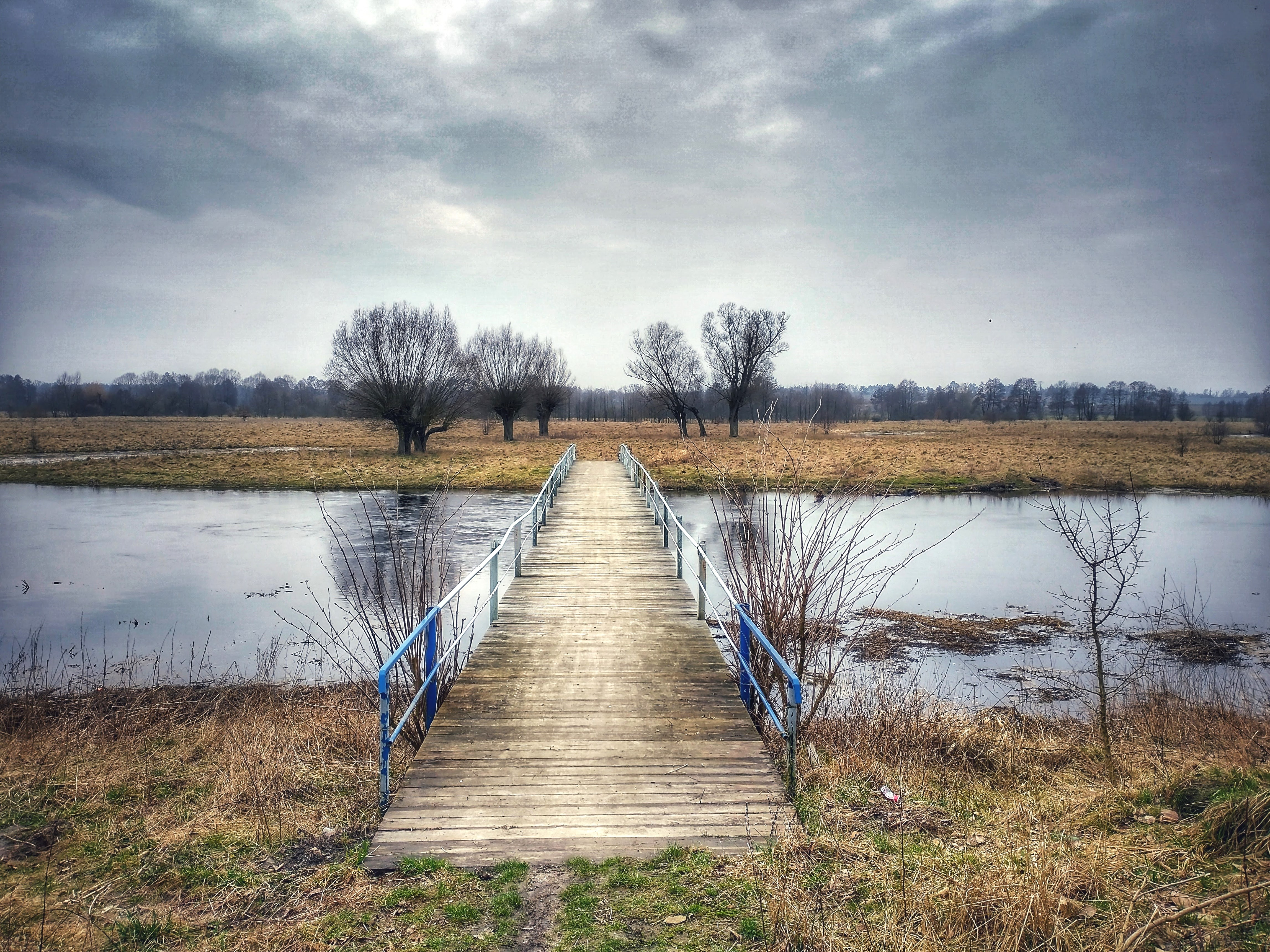
Rzeka Wkra we wsi Wkra